# 榎本充希子
榎本 充希子（えのもと みきこ、1973年3月31日 - ）は、日本の女性声優。広島県出身。以前は青二プロダクション、冴羽商事に所属していた。

## 出演

### テレビアニメ
1992年
- 美少女戦士セーラームーン（1992年 - 1996年、パレドリイ、親衛隊、女の子） - 2シリーズ

1993年
- SLAM DUNK（女子学生）

1996年
- 地獄先生ぬ〜べ〜（座敷わらし、女の子、よしえ）

1997年
- 名探偵コナン（1997年 - 2025年、ウエイトレス、女性客、婦人警官、福本、榎本梓 他）

1998年
- ヨシモトムチッ子物語（ハナコアゲハ）
- コボちゃんスペシャル 約束のマジックディ（ハナコ）

2004年
- 愛してるぜベイベ★★（イツミ先生）

2006年
- エンジェル・ハート（女性）

2022年
- 名探偵コナン ゼロの日常（榎本梓）

2023年
- 名探偵コナン 警察学校編 Wild Police Story（榎本梓）

### OVA
- 青山剛昌短編集「ちょっとまってて」（1999年、女生徒）
- 青山剛昌短編集「夏のサンタクロース」（1999年、女子学生）

### 劇場アニメ
- 地獄先生ぬ〜べ〜 午前0時ぬ〜ベ〜死す!（1997年、女の子）
- スレイヤーズごぅじゃす（1998年、ティム）
- 名探偵コナン (アニメ) - 榎本梓
  - 名探偵コナン 11人目のストライカー（2012年）
  - 名探偵コナン 純黒の悪夢（2016年）
  - 名探偵コナン ゼロの執行人（2018年）
  - 名探偵コナン 隻眼の残像（2025年）

### Webアニメ
- 名探偵コナン 逃亡者・毛利小五郎（2014年、榎本梓）

### ゲーム
- 続・御神楽少女探偵団 〜完結編〜（1999年、吉和泉佳世）

### CD
- 真冬の流れ星（1997年）

### ドラマCD
- 熱血!声優物語 叫んでやるぜ!シリーズ（1996年、創子）

### その他コンテンツ
- 声♥遊倶楽部（Piパーズ）